# 打越山
打越山（うちこしやま）は兵庫県神戸市東灘区本山町にある六甲山系の標高481.6mの山。

## 概要
打越山は、住吉川の谷（五助橋断層）を挟んで六甲山主稜線の南側に位置する稜線上の山である。この五助橋断層南側の稜線には、西から打越山、七兵衛山、荒地山、ごろごろ岳、観音山などがある。
山頂は林の中にあり眺望は無いが、休憩用のベンチがある。

## 登山道
主な登山道は、東灘区住吉台のエクセル東バス停付近の登山口より住吉川沿いに五助堰堤方向へ約15分行き、石切道分岐より打越山の山頂まで約30分（登り）。または、魚屋道・打越山分岐より横池（雌池）脇を通り打越峠を経由して打越山まで約40分。この魚屋道・打越山分岐からの道（森林管理歩道）は、「パノラマ道」と名付けられている。
- 住吉台エクセル東バス停 ー(5分)→ 登山口・林道入口 ー(15分)→ 石切道分岐 ー(30分)→ 打越山
- 芦屋川駅 ー(40分)→ 高座の滝 ー(40分)→ 風吹岩 ー(15分)→ 魚屋道・打越山分岐 ー(30分)→ 打越峠 ー(10分)→ 打越山
- 岡本駅 ー(45分 八幡谷)→ 山の神 ー(40分)→ 打越峠 ー(10分)→ 打越山

※所要時間（標準コースタイム）は参考例